# Hedyosmum
Hedyosmum — рід квіткових рослин родини Chloranthaceae. Є приблизно 40–45 видів, які живуть у Мексиці, Центральній і Південній Америці та в південно-східній Азії. Вони здебільшого дводомні, за винятком H. nutans і H. brenesii, які виключно однодомні, а також H. scaberrimum і H. costaricense з однодомними і дводомними особинами.

## Опис
Це дерева чи випростані кущі, однодомні чи дводомні; гілки з'єднані. Листки супротивні, зазвичай пилчасті. Суцвіття пазушні чи майже кінцеві. Квітки одностатеві, запашні. Чоловічі квітки зібрані в колосся; тичинка 1. Жіночі квітки в різноманітних квіткових головах чи волотях. Кістянки кулясті або яйцеподібні, іноді трикутні, дрібні.

## Види
- Hedyosmum angustifolium
- Hedyosmum anisodorum
- Hedyosmum arborescens
- Hedyosmum bonplandianum
- Hedyosmum brasiliense
- Hedyosmum brenesii
- Hedyosmum burgerianum
- Hedyosmum colombianum
- Hedyosmum correanum
- Hedyosmum costaricense
- Hedyosmum crenatum
- Hedyosmum cuatrecazanum
- Hedyosmum cumbalense
- Hedyosmum dombeyanum
- Hedyosmum domingense
- Hedyosmum gentryi
- Hedyosmum goudotianum
- Hedyosmum huascari
- Hedyosmum intermedium
- Hedyosmum lechleri
- Hedyosmum luteynii
- Hedyosmum maximum
- Hedyosmum mexicanum
- Hedyosmum narinoense
- Hedyosmum neblinae
- Hedyosmum nutans
- Hedyosmum orientale
- Hedyosmum parvifolium
- Hedyosmum peruvianum
- Hedyosmum pseudoandromeda
- Hedyosmum pungens
- Hedyosmum purpurascens
- Hedyosmum racemosum
- Hedyosmum scaberrimum
- Hedyosmum scabrum
- Hedyosmum spectabile
- Hedyosmum sprucei
- Hedyosmum steinii
- Hedyosmum strigosum
- Hedyosmum subintegrum
- Hedyosmum tepuiense
- Hedyosmum translucidum
- Hedyosmum uniflorum